# Monodontidae
Los monodóntidos (Monodontidae) es una familia de cetáceos odontocetos que habitan el Ártico y el norte de los océanos Pacífico y Atlántico. Abarca dos especies inusuales de cetáceos: el narval (Monodon monoceros), en la que el macho tiene un colmillo largo, y la beluga (Delphinapterus leucas), el único cetáceo de color blanco.
Las dos especies son de mediano tamaño, con una longitud que oscila entre los 3 y 5 metros, con un melón en la región frontal, sin un hocico prominente y en lugar de tener aleta dorsal poseen una cresta larga y angosta a lo largo de la espalda, la cual es más pronunciada en el narval; la ausencia de aleta le permite desplazarse sin tropezar bajo las capas de hielo. Son animales muy vocales y se comunican por medio de gran variedad de sonidos. Como la mayoría de los odontocetos utilizan la ecolocalización para desplazarse y alimentarse.
Estas familia tiene una dieta carnívora basada en peces, moluscos y crustáceos pequeños. La dentadura es pequeña o está ausente, en los narvales solo se conservan dos dientes uno de los cuales forma el cuerno en los machos. La gestación dura entre 14 y 15 meses y paren solo una cría. Las crías son destetadas totalmente hasta los dos años, alcanzando la madurez sexual entre los 5 y 8 años de edad.

## Clasificación
| Subfamilia       | Género          | Especie (binomial)        | Nombre vulgar |
| ---------------- | --------------- | ------------------------- | ------------- |
| Delphinapterinae | Delphinapterus  | Delphinapterus leucas     | Beluga        |
| Delphinapterinae | † Casatia       | † Casatia thermophila     | no tiene      |
| Monodontinae     | † Bohaskaia     | † Bohaskaia monodontoides | no tiene      |
| Monodontinae     | Monodon         | Monodon monoceros         | Narval        |
| Incertae sedis   | † Haborodelphis | † Haborodelphis japonicus | no tiene      |
| Incertae sedis   | † Denebola      | † Denebola brachycephala  | no tiene      |